# Mátyás Rákosi
Mátyás Rákosi (maďarsky Rákosi Mátyás, vlastním jménem Mátyás Rosenfeld nebo Emanuel Róth, 9. březen 1892 Ada – 5. únor 1971 Gorkij) byl maďarský komunistický politik. Zakladatel a první generální tajemník MDP a předseda vlády Maďarské lidové republiky v letech 1952–1953.

## Biografie

### Počátky kariéry
Od mládí aktivně pracoval v dělnickém hnutí. Na univerzitě se dokonce stal členem kroužku Galileiho, kde vedl sociálně demokratické křídlo. Po studiích v Hamburku se stal úředníkem v Londýně.
Několik měsíců po vypuknutí první světové války padl do ruského zajetí. V zajateckém táboře rozvinul účinnou protiválečnou propagandu. Po skončení války se vrátil do tehdejší Maďarské demokratické republiky a zde v listopadu založil Kommunisták Magyarországi Pártja (Strana komunistů Maďarska).

### Za Maďarské republiky rad
Během existence komunistické Maďarské republiky rad byl zástupcem lidového komisaře pro obchod a politickým komisařem divize na jižní frontě. Jako voják se vyznamenal v bojích u Salgótarjánu, kdy maďarská Rudá armáda porazila československo-francouzská vojska. V červenci se stal celostátním náčelníkem Vörös Őrség (Rudé stráže – obdoba policie). Také pomáhal při vzniku Slovenské republiky rad. Po pádu MRR v srpnu 1919 uprchl před Horthyho antikomunistickým režimem do Rakouska. Odtud byl ovšem v roce 1920 vyhoštěn za své názory, a tak odešel na východ do Sovětského svazu. Zde pracoval v letech 1920 až 1924 jako tajemník Kominterny.

### Před a po druhé světové válce
V únoru 1924 ilegálně překročil hranice Maďarského království a ihned zahájil přípravy k znovuvybudování ilegální komunistické strany. Dne 22. září 1925 byl zatčen a v listopadu souzen stanným soudem. Následně byl v roce 1926 odsouzen na 8 a půl roku vězení, v roce 1934 po dalším soudu za svou činnost během MRR byl odsouzen na doživotí.
V rámci maďarsko-sovětské smlouvy byl Rákosi v roce 1940 deportován do SSSR. Zde až do roku 1945 pracoval jako člen moskevské emigrační komunity Magyar Kommunista Párt.
Do Maďarska se vrátil po osvobození sovětskou Rudou armádou a stal se generálním tajemníkem Magyar Kommunista Párt a ministrem státních věcí.
V listopadových volbách v roce 1945 zvítězila Független Kisgazda Párt (Strana nezávislých malorolníků) se ziskem 59,9 % hlasů. MKP vedená Mátyášem Rákosim obdržela pouze 17 % hlasů. Sovětský maršál Vorošilov však odmítl vládu samotných malorolníků a po jeho intervenci byla ustavena koaliční vláda s komunisty, kteří drželi několik klíčových pozic (ministerstvo vnitra, velitelství pohraniční stráže).
Po vyhlášení Druhé Maďarské republiky měly již od počátku nově utvářené orgány státní správy lidově demokratický charakter. Prvním prezidentem byl zvolen člen Független Kisgazda Párt Zoltán Tildy, přívrženec Sovětského svazu, naopak premiérem se stal rovněž malorolník Ferenc Nagy, stoupenec západních demokracií.

### Budování socialismu

Státní znak MLR v letech 1949–1956 nazývaný Rákosi-címer (Rákosiho znak)

V roce 1947 se opět konaly volby, ve kterých zvítězila koalice v čele s MKP. Ta se pod Rákosiho vedením 12. června 1948 sloučila s MSZDP do jednotné Magyar Dolgozók Pártja (Maďarská strana pracujících). Jejím generálním tajemníkem se stal Matyás Rákosi. Krátce na to došlo k likvidaci opozice a dne 15. srpna 1949 byla vyhlášena Maďarská lidová republika, jejíž ústava, sestavená podle ústavy SSSR z roku 1936, byla přijata 20. srpna téhož roku. Mátyás Rákosi si ke svým funkcím přidal ještě jednu, stal se náčelníkem Výboru pro bezpečnost státu. Rákosi, který se stal vůdcem MLR, začal vyžadovat od svých spolustraníků z MDP naprostou poslušnost. Jeho největším rivalem byl László Rajk, který se stal ministrem zahraničí. Toho se však už v září 1949 Rákosi zbavil tím, že ho dohnal k soudu, kde se Rajk musel přiznat k tomu, že byl agentem Miklóse Horthyho, Lva Trockého, Josipa Broze Tita a západního imperialismu. Rajk byl samozřejmě shledán vinným a následně popraven.
Rákosi se v MLR snažil co nejvíce upevnit svoji moc. Kolem 2 tisíc lidí nechal popravit a přes 100 tisíc bylo uvězněno. Ti členové strany, kteří se vůči této politice postavili, byli vyloučeni, což činilo přibližně 200 tisíc lidí. Začaly vykonstruované soudní procesy s náboženskými činiteli, bojovníky z druhé světové války a odpůrci režimu.

### Souboj s Imre Nagyem
V srpnu 1952 byl Rákosi zvolen Národním shromážděním předsedou Rady ministrů. Ovšem po smrti Stalina v březnu 1953 byl na přímý rozkaz nového vůdce SSSR Nikity Chruščova v červnu odvolán a novým premiérem se stal Imre Nagy.
Avšak zarytý stalinista Rakosi zůstal nadále generálním tajemníkem MDP a po další tři roky soupeřil s Imre Nagyem o moc. Imre Nagy představoval nový reformní směr, zrušil státní kontrolu nad médii a podpořil veřejnou diskusi o politické a ekonomické reformě. Nechal také propustit politické vězně a začal mluvit o svobodných volbách a vystoupení MLR z Varšavského paktu. V roce 1956 již veřejně mluvil o možnosti Maďarska „přijmout status neutrality podle rakouského vzoru“.
Dne 9. března 1955 Rákosi jménem ÚV Magyar Dolgozók Pártja Nagye obvinil z revizionismu, protisocialistického nacionalismu a za špatnou hospodářskou situaci v zemi. Tisk tento útok podpořil a 18. dubna byl po jednotném hlasování Národního shromáždění sesazen ze svého postu. Rákosi se opět stal mužem číslo jedna. Jeho politický comeback však netrval dlouho. Poté, co Nikita Chruščov vystoupil proti kultu osobnosti, byl již v červenci 1956 Rákosi odvolán ze všech svých stranických funkcí (oficiálně „ze zdravotních důvodů“) a následně poslán do SSSR na „léčbu“.

### Závěr života

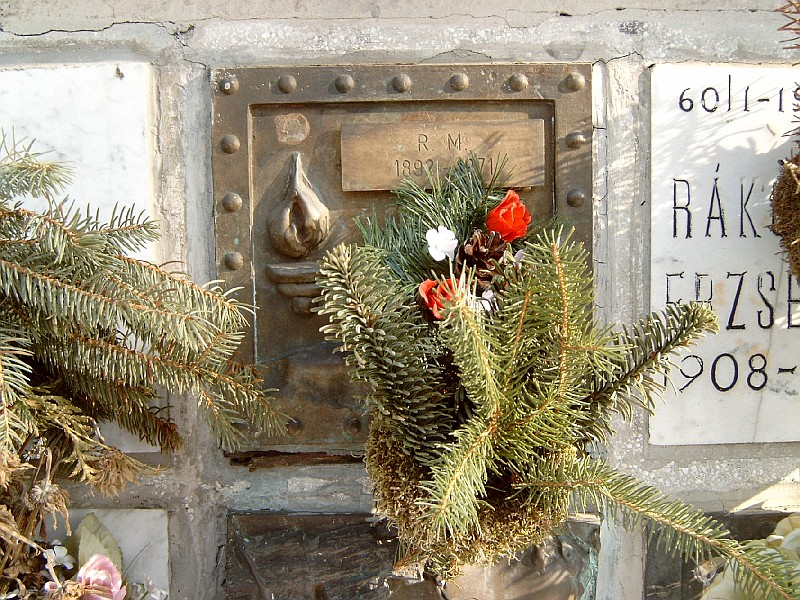
Náhrobek Matyáse Rákosiho v Budapešti

Od roku 1956 žil Rákosi v Sovětském svazu. O rok později byl zbaven poslaneckého mandátu, následně deportován do Krasnodaru, poté do Kirgizie a nakonec do města Gorkij. V roce 1960 mu bylo dočasně pozastaveno členství ve straně MSZMP, kterou vedl János Kádár, a o dva roky později byl ze strany vyloučen úplně. Mátyás Rákosi, stalinista a komunistický vůdce, zemřel 5. února 1971 ve městě Gorkij (dnes Nižnij Novgorod) v SSSR. O dva týdny později byly jeho tělesné pozůstatky pohřbeny v tajnosti v Budapešti.